# アール・キャンベル
アール・キャンベル (Earl Christian Campbell、1955年3月29日 - )は、アメリカ合衆国テキサス州タイラー出身のアメリカンフットボールの元選手である。1978年から1985年まで、NFLのヒューストン・オイラーズやニューオーリンズ・セインツにランニングバック（RB）として所属した。積極的に相手にぶつかり、タックルを崩すプレースタイルで、NFL史上最も優れたパワーランニングバックの1人として知られている。

## 概要
キャンベルは、テキサス大学オースティン校でアメリカンフットボールをプレーし、4年時にハイズマン賞を受賞し、オールアメリカに選出された。1978年のNFLドラフトで全体1位でオイラーズに指名され、NFLデビューをすると、1年目から大活躍し、ルーキー・オブ・ザ・イヤーに選ばれた。NFLデビューからの3年間の年間平均ラッシングヤードは1,700ヤード近くに及び、2年目の1979年には、リーディングラッシャーとタッチダウンリーダーとなり、シーズンMVPに輝いた。
キャンベルがオイラーズに所属した時期は、テンガロンハットがトレードマークで人気があったバム・フィリップスヘッドコーチの下、「Luv Ya Blue」と呼ばれるオイラーズファンのムーブメントが起こった時期であった。キャンベルはその中心選手として活躍し、1970年代後半から1980年代前半にかけて、オイラーズオフェンスの欠かせない選手となった。
1984年のシーズン途中、キャンベルはセインツにトレードで移籍したが、往年の活躍はできず、翌シーズンいっぱいで引退した。1990年にカレッジフットボール殿堂、1991年にNFL殿堂入りした。背番号34はオイラーズがタイタンズに変わった今でも永久欠番である。